# Station Church Stretton
Church Stretton is een spoorwegstation van National Rail in Church Stretton, South Shropshire in Engeland. Het station is eigendom van Network Rail en wordt beheerd door Transport for Wales. 